# 오르후스 협약
오르후스 협약(Aarhus Convention)은 유엔 유럽 경제 위원회(UNECE)에서 만든 국제적 환경에 관한 조약이다. 환경과 개발에 관한 유엔 회의 (리우 선언) 제10대 원칙(시민 참여 조항)에 근거한다.